# Ярмолинецька селищна рада
Ярмолине́цька се́лищна ра́да — орган місцевого самоврядування Ярмолинецької селищної громади Хмельницької області.

## Загальні відомості
- Територія ради: 48,52 км²
- Населення ради: 9089 осіб (станом на 2001 рік)

## Населені пункти
Селищній раді підпорядковані населені пункти:
- смт Ярмолинці
- с. Шевченка

## Склад ради
Рада складається з 36 депутатів та голови.
- Голова ради: Хоптяр Віктор Володимирович
- Секретар ради: Садлій Алла Іванівна

### Керівний склад попередніх скликань
| Прізвище, ім'я, по батькові | Основні відомості                                                        | Дата обрання | Дата звільнення |
| --------------------------- | ------------------------------------------------------------------------ | ------------ | --------------- |
| Атаманчук Василь Прокопович | Селищний голова, 1955 року народження                                    | 26.03.2006   | 01.02.2009      |
| Хоптяр Віктор Володимирович | Селищний голова, 1968 року народження, освіта вища, член Народної партії | 03.05.2009   | 31.10.2010      |
| Хоптяр Віктор Володимирович | Селищний голова, 1968 року народження, освіта вища, член Народної партії | 31.10.2010   |                 |

Примітка: таблиця складена за даними сайту Верховної Ради України

### Депутати
За результатами місцевих виборів 2010 року депутатами ради стали:

#### За суб'єктами висування
| Суб'єкт висування                                       | Кількість обраних депутатів | %    |
| ------------------------------------------------------- | --------------------------- | ---- |
| Самовисування                                           | 11                          | 30,6 |
| Партія регіонів                                         | 10                          | 27,8 |
| Політична партія Всеукраїнське об'єднання «Батьківщина» | 8                           | 22,2 |
| Народна партія                                          | 6                           | 16,7 |
| Політична партія «Фронт Змін»                           | 1                           | 2,8  |

#### За округами
| № округу                                                | Прізвище, ім'я, по батькові     | Дата визнання обраним | Освіта  | Партійна приналежність                        | Відомості про обраного депутата |
| ------------------------------------------------------- | ------------------------------- | --------------------- | ------- | --------------------------------------------- | --- |
| Народна Партія                                          |                                 |                       |         |                                               | |
| 12                                                      | Садлій Алла Іванівна            | 04.11.2010            | вища    | член Народної партії                          | ХОД АТ «Райффайзен Банк Аваль» смт Ярмолинці, начальник                                                                                       |
| 14                                                      | Колодій Віталій Прокопович      | 04.11.2010            | вища    | позапартійний                                 | Музична школа, директор |
| 22                                                      | Мудрицький Юрій Йосипович       | 04.11.2010            | вища    | позапартійний                                 | ЦРЛ, завідувач відділення швидкої допомоги |
| 27                                                      | Пахній Микола Володимирович     | 04.11.2010            | середня | член Народної партії                          | пенсіонер |
| 32                                                      | Крицький Руслан Вікторович      | 04.11.2010            | вища    | член Народної партії                          | КП «Архітектурне бюро» Ярмолинецької районної ради, директор                                                                                  |
| 36                                                      | Ткачук Ольга Петрівна           | 04.11.2010            | вища    | позапартійна                                  | Державна насіннєва інспекція, головний агроном                                                                                                |
| Партія регіонів                                         |                                 |                       |         |                                               | |
| 2                                                       | Ярослав Ліна Євгенівна          | 04.11.2010            | вища    | позапартійна                                  | Відділення виконавчої дирекції Фонду соціального страхування від нещасних випадків на виробництві в Ярмолинецькім районі, головний спеціаліст |
| 3                                                       | Кулик Василь Іванович           | 04.11.2010            | середня | позапартійний                                 | Ярмолинецька районна електромережа, водій |
| 4                                                       | Загранюк Юрій Анатолійович      | 04.11.2010            | вища    | член Партії регіонів                          | Ярмолинецька районна державна адміністрація, державний реєстратор                                                                             |
| 6                                                       | Тивоняк Людмила Тимофіївна      | 04.11.2010            | вища    | позапартійна                                  | Ярмолинецький НВК № 1 загальноосвітньої школи і гімназії, вчитель                                                                             |
| 15                                                      | Хоптяр Юлія Станіславівна       | 04.11.2010            | середня | позапартійна                                  | Ярмолинецька НВК № 1 загальноосвітньої школи і гімназії, вчитель                                                                              |
| 18                                                      | Мантуляк Наталія Євгенівна      | 04.11.2010            | середня | позапартійна                                  | Ярмолинецький Пенсійний фонд, головний спеціаліст юрист-консульт                                                                              |
| 19                                                      | Обертюк Микола Михайлович       | 04.11.2010            | вища    | позапартійний                                 | |
| 20                                                      | Пищур Олександр Петрович        | 04.11.2010            | вища    | позапартійний                                 | Ярмолинецький відділ молоді і спорту районної державної адміністрації, головний спеціаліст                                                    |
| 21                                                      | Гуменний Сергій Петрович        | 04.11.2010            | середня | позапартійний                                 | приватний підприємець, директор |
| 35                                                      | Стасюк Віталій Вікторович       | 04.11.2010            | середня | позапартійний                                 | ТОВ «Хмельницькхлібопродукт», змінний майстер                                                                                                 |
| Політична партія Всеукраїнське об'єднання «Батьківщина» |                                 |                       |         |                                               | |
| 1                                                       | Федорук Дмитро Іванович         | 04.11.2010            | вища    | позапартійний                                 | приватний підприємець |
| 5                                                       | Бородій Ірина Афанасіївна       | 04.11.2010            | вища    | член Всеукраїнського об'єднання «Батьківщина» | приватний підприємець |
| 10                                                      | Бойко Ірина Василівна           | 04.11.2010            | вища    | позапартійна                                  | Ярмолинецький районний будинок культури, інструктор-методист                                                                                  |
| 13                                                      | Тлустий Дмитро Анатолійович     | 04.11.2010            | середня | член Всеукраїнського об'єднання «Батьківщина» | КП Ярмолинецький КООП Ринок, контролер |
| 16                                                      | Кушнір Наталія Антонівна        | 04.11.2010            | вища    | член Всеукраїнського об'єднання «Батьківщина» | Управління праці та соціального захисту населення, головний спеціаліст                                                                        |
| 17                                                      | Сусляк Галина Дмитрівна         | 04.11.2010            | вища    | позапартійна                                  | Ярмолинецька селищна рада, секретар |
| 26                                                      | Слободян Андрій Вікторович      | 04.11.2010            | вища    | позапартійний                                 | Управління праці та соціального захисту населення, головний спеціаліст                                                                        |
| 31                                                      | Матвєєва Олеся Іванівна         | 04.11.2010            | вища    | позапартійна                                  | Військова частина А-1877, начальник складу |
| Політична партія «Фронт Змін»                           |                                 |                       |         |                                               | |
| 9                                                       | Огороднік Олександр Сергійович  | 04.11.2010            | вища    | член Політичної партії «Фронт Змін»           | Управління праці та соціального захисту населення, головний спеціаліст відділу праці                                                          |
| Самовисування                                           |                                 |                       |         |                                               | |
| 7                                                       | Баліцький Ігор Михайлович       | 04.11.2010            | вища    | член Єдиного Центру                           | приватний підприємець |
| 8                                                       | Кравцов Олег Олександрович      | 04.11.2010            | вища    | член Єдиного Центру                           | Сектро з питань опіки та піклування служби у справах дітей Ярмолинецької районної адміністрації, завідувач сектора                            |
| 11                                                      | Ткачук Петро Петрович           | 04.11.2010            | вища    | позапартійний                                 | Приватне Акціонерне Товариство «Концерн Галнафтогаз», лаборант                                                                                |
| 23                                                      | Козинець Михайло Миколайович    | 04.11.2010            | вища    | позапартійний                                 | приватний підприємець, директор |
| 24                                                      | Бас Михайло Володимирович       | 04.11.2010            | вища    | член Єдиного Центру                           | ДП «Ярмолинецькийлісгосп», провідний менеджер                                                                                                 |
| 25                                                      | Шутяк Сергій Васильович         | 04.11.2010            | вища    | член Єдиного Центру                           | ДП «Ярмолинецькийлісгосп», провідний інженер                                                                                                  |
| 28                                                      | Кожен Віктор Михайлович         | 04.11.2010            | середня | позапартійний                                 | Ярмолинецька селищна рада, заступник голови по питаннях діяльності виконавчих органів                                                         |
| 29                                                      | Слоїк Степан Володимирович      | 04.11.2010            | вища    | позапартійний                                 | Ярмолинецька МДЛВМ, директор |
| 30                                                      | Супрун Юрій Антонович           | 04.11.2010            | середня | позапартійний                                 | Ярмолинецька залізнична станція, складання поїздів                                                                                            |
| 33                                                      | Мірошниченко Ірина Петрівна     | 04.11.2010            | вища    | позапартійна                                  | пенсіонер |
| 34                                                      | Хожевська Людмила Володимирівна | 04.11.2010            | вища    | позапартійна                                  | Новосільська загальноосвітня школа, вчитель                                                                                                   |